# NGC 3310
NGC 3310 es una galaxia espiral que se encuentra a 42 millones de años luz de distancia en la constelación de la Osa Mayor.
A diferencia de la mayoría de las galaxias que forman nuevas estrellas de una manera no muy rápida, NGC 3310 es una galaxia starbust con una tasa de formación estelar muy alta. Mediante la utilización del Telescopio Espacial Hubble se han observado varios cientos de cúmulos estelares en los brazos espirales, cada uno de ellos con hasta un millón de estrellas. Además, cientos de estrellas individuales jóvenes se encuentran esparcidas por toda la galaxia. Se estima que los cúmulos estelares tienen edades de entre un millón y cien millones de años. Se piensa que hace cien millones de años, una colisión con una galaxia vecina, pudo desencadenar la formación de estrellas.
Esto pone en tela de juicio la idea comúnmente aceptada de que los procesos de formación estelar son episodios breves después de una colisión galáctica, sugiriendo que se pueden prolongar en el tiempo una vez que se han desencadenado.